# Барбюс, Анри
Анри́ Барбю́с (фр. Henri Barbusse; 17 мая 1873, Аньер-сюр-Сен, Франция — 30 августа 1935, Москва, СССР) — французский писатель, журналист и общественный деятель. Член Французской коммунистической партии (с 1923). Иностранный почётный член АН СССР (1933).

## Биография
Родился в маленьком городке Аньер-сюр-Сен в протестантской семье, отец — француз, мать — англичанка. Первое поэтическое произведение «Плакальщицы» (фр. Pleureuses, 1895). Его первые романы «Умоляющие» (фр. Les Suppliants, 1903) и «Ад» (фр. L'Enfer, 1908) не пользовались успехом.
В 1914 году добровольно вступил во французскую армию, воевал против немцев во время Первой мировой войны, был ранен и комиссован в 1915 году. Награждён Военным крестом и союзной медалью Победы.
Известность к Анри Барбюсу пришла благодаря антивоенному роману «Огонь» (фр. Le Feu, 1916), посвящённому революционизации сознания масс во время Первой мировой войны; для стиля Барбюса характерен натурализм, за который он в том же году стал лауреатом престижной французской Гонкуровской премии. Кроме того, его перу принадлежат сборники новелл «Происшествия» и «Правдивые истории» (1928).
Октябрьскую революцию 1917 года в России Барбюс воспринял как основную веху в современной истории, всемирно-исторического значения, давшее надежду европейским народам на освобождение от гнёта капиталистической системы. Написал второй антивоенный роман «Ясность» (1919). Под влиянием событий в России вступил в ФКП. В 1924 году выступил против репрессий участников Татарбунарского восстания со стороны Румынии. В своих сочинениях «Свет из бездны» (1920), «Манифест интеллектуалов» (1927) Барбюс резко критиковал капиталистическую эксплуатацию и буржуазную цивилизацию, одновременно активно пропагандируя процессы строительства социализма в СССР и лично деятельность Сталина («Россия», 1930; сочинение «Сталин», изданное посмертно в 1935 году). Автор афоризма «Сталин — это Ленин сегодня». Посетил СССР в 1927, 1932, 1934 и 1935 годах.
Анри Барбюс был учредителем международного антивоенного объединения деятелей культуры «Кларте» (Clarté, 1919). В 1919—1924 годах совместно с Роменом Ролланом редактировал журнал «Кларте». Участник конгресса писателей в защиту культуры, прошедшего в Париже в 1935 году, и нескольких антивоенных конгрессов.
В 1925 г. Барбюс задумал издание еженедельника «Monde», первый номер которого вышел в свет 9 июня 1928 года. Журнал стремился к распространению социалистической мысли, не являясь формально органом коммунистической партии. Выступал свидетелем защиты на процессе коммунистов, обвиняемых в расстреле на улице Дамремон.
Его самое известное в России произведение далеко от политики, однако подарило ему огромную славу и успех в театрах всего мира. Это пьеса по рассказу «Нежность», герой которого получает в течение двадцати лет пять писем от своей любимой, жениться на которой ему не разрешили родители. Барбюса ценил Борхес.
Последней книгой Барбюса стала книга о Сталине. Барбюс заболел пневмонией во время написания биографии Ленина и умер в Москве 30 августа 1935 года, после сильного воспалительного процесса в левом лёгком. Гроб был выставлен в Большом зале Консерватории (имени Чайковского). Похоронен днём 7 сентября в Париже на кладбище Пер-Лашез. На его могиле установлен камень из родонита, третий по величине в мире, на камне выгравированы слова Сталина о Барбюсе.

## Память
- Улица его имени есть в Астрахани, Челябинске, Брянске, Волгограде, Екатеринбурге, Нижнем Новгороде, Перми, Комсомольске-на-Амуре, Воронеже, Кинешме, Ростове-на-Дону, Караганде, Свердловске, Луганске, Запорожье, , Черновцы, Днепре, Магнитогорске, Красном Луче (Луганская область).
- С 1941 (1944) по 1992 г. улица Аристида Бриана в Риге носила название улица Анри Барбюса.
- До 2016 имя Анри Барбюса носила сегодняшняя улица Юры Зойфера в Харькове.[6]
- С 1950-х по 2018 г. улица в Киеве, позже переименованная в улицу Василия Тютюнника.

## Оценки
В. В. Маяковский писал: 

«Барбюс обиделся — чего, мол, ради критики затеяли спор пустой? Я, говорит, не французский Панаит Истрати, а испанский Лев Толстой».— Маяковский В. В. ПСС. М., 1958, т. 10. С. 14.

## Сочинения
- Pleureuses (1895, réédité en 1920)
- Les Suppliants (1903)
- L'Enfer[фр.] (1908)
- Nous autres (1914)
- «Огонь (Дневник отряда)» (фр. Le Feu (Journal d’une escouade), 1916, Гонкуровская премия)
- Carnets de guerre
- Paroles d’un combattant. Articles et discours 1917—1920 (1917)
- Clarté (1919)
- L’Illusion (1919)
- La Lueur dans l’abïme (1920)
- Quelques coins du cœur (1921)
- Le Couteau entre les dents (1921)
- Les Enchaînements (1925)
- Les Bourreaux (1926)
- Force (Trois films) (1926)
- Jésus (1927)
- Les Judas de Jésus (1927)
- Manifeste aux Intellectuels (1927)
- Faits divers (1928)
- Voici ce que l’on a fait de la Géorgie (1929)
- Élévation (1930)
- Ce qui fut sera (1930)
- Russie (1930)
- Zola (1932)
- Staline. Un monde nouveau vu à travers un homme (1935)
- Lénine et sa famille (1936)
- Lettres de Henri Barbusse à sa femme 1914—1917 (1937)

### Переводы на русский язык
- Барбюс А. Иисус против Бога. Творцы = Jésus contre Dieu. Les Créateurs / подг. изд. А. Ф. Строев; Российская академия наук, Институт мировой литературы им. А. М. Горького. — М.: Литфакт, 2019. — 279 с. — (Rossica. Россия и Запад. Литературные связи и контакты; вып. 1)). — 300 экз. — ISBN 978-5-9500994-8-9.
- Сталин. Человек, через которого раскрывается новый мир. - Москва : Гослитиздат, 1936